# Arroyo Perucho Verna
El arroyo Perucho Verna es un pequeño curso de agua de la cuenca hidrográfica del río Uruguay, ubicado en la provincia argentina de Entre Ríos. 
Nace cerca de la ciudad de Villa Elisa, en el departamento de Colón y se dirige con rumbo este hasta desembocar en el río Uruguay sobre la localidad de Pueblo Liebig. Lo atraviesa la Ruta Nacional 14.
- Datos: Q5705844